# رابونا

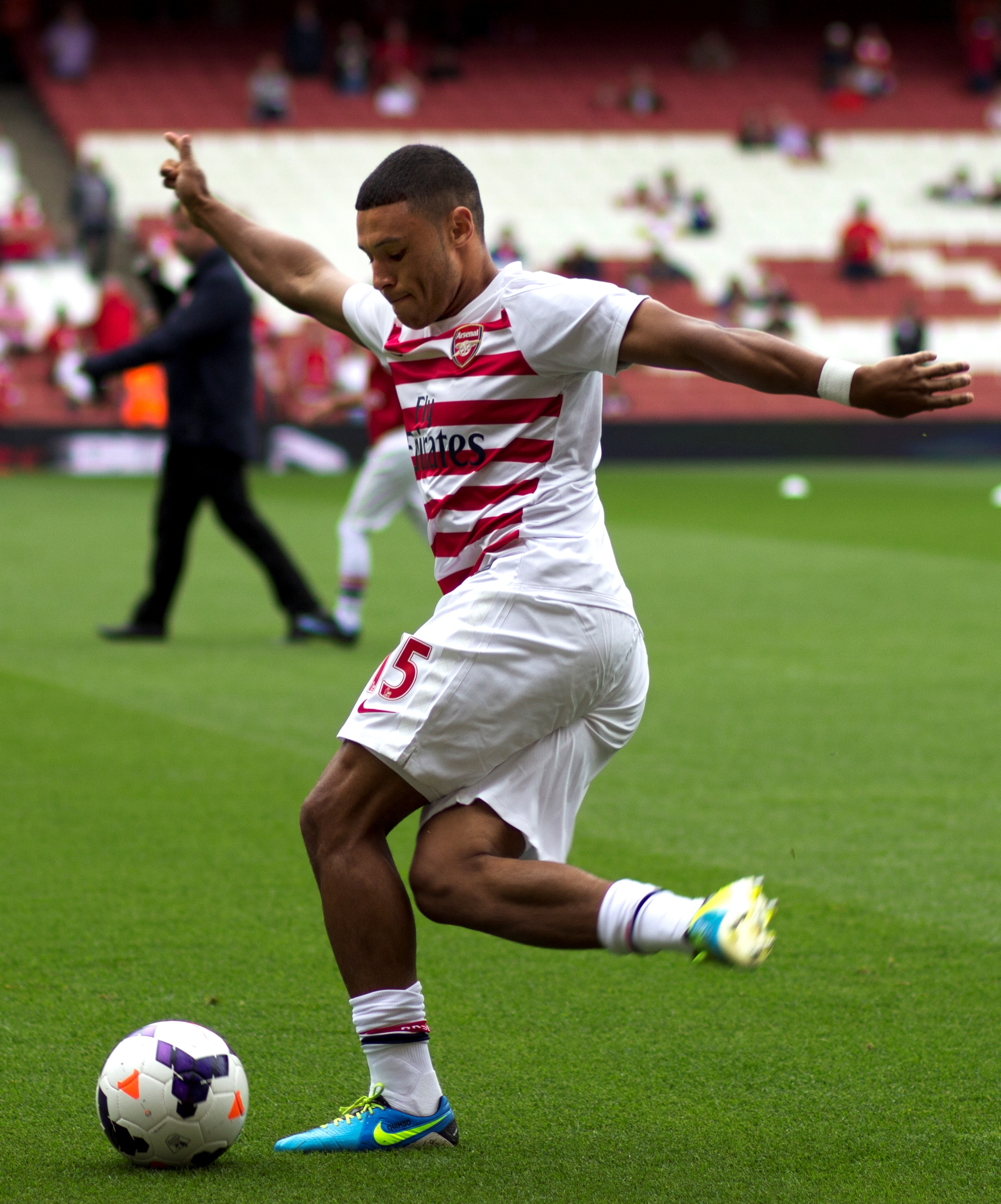
ألكس أوكسليد-تشامبرلن وهو يقوم بالحركة في الإحماء مع فريقه الآرسنال - آب 2013 م.

الرابونا هي حركة في كرة القدم، يقوم فيها اللاعب باستخدام ساقه الأقل قوة من أجل تثبيت جسمه فوق الأرض ثم لف ساقه الثانية حول الأولى لتسديد الكرة بالقدم الأقوى بين الإثنين.
يرجع أصل تسمية هذه الحركة إلى عام 1948 م عندما سجل الأرجنتيني ريكاردو إينفانتي هدفا باستخدامها. وقد حاول البرتغالي كريستيانو رونالدو التسجيل باستخدام الرابونا في مباراة اواخر 2014 م لكنه لم يوفق.